# 한국생명공학연구원
한국생명공학연구원(韓國生命工學硏究院, Korea Research Institute of Bioscience and Biotechnology, KRIBB)은 정부출연연구기관으로, 1985년 2월 유전공학센터로 설립되었고 1990년 7월 현재 위치인 대전 대덕연구단지내 신축청사(대전광역시 유성구 과학로 125)로 이전하였다. 1995년 3월 생명공학연구소로 명칭이 변경되었다가, 1999년 5월 기초기술연구회 소속 생명공학연구소로 독립 법인화되었다. 2001년 1월 현재의 이름인 한국생명공학연구원으로 명칭이 변경되었다. 2005년 9월 충청북도에 오창캠퍼스를 설치하였고, 2006년 11월 제2캠퍼스인 전북(정읍) 분원을 설치하였다. 대한민국 과학기술정보통신부 산하 국가과학기술연구회 소관이다.

## 주요 업무
- 바이오 신약, 바이오 융합 소재, 국민생활문제 해결, 바이오 인프라 연구
- 첨단 생명과학기술분야 원천기술 개발, 보급 및 바이오경제 견인
- 국내외 생명과학연구를 위한 공공인프라지원

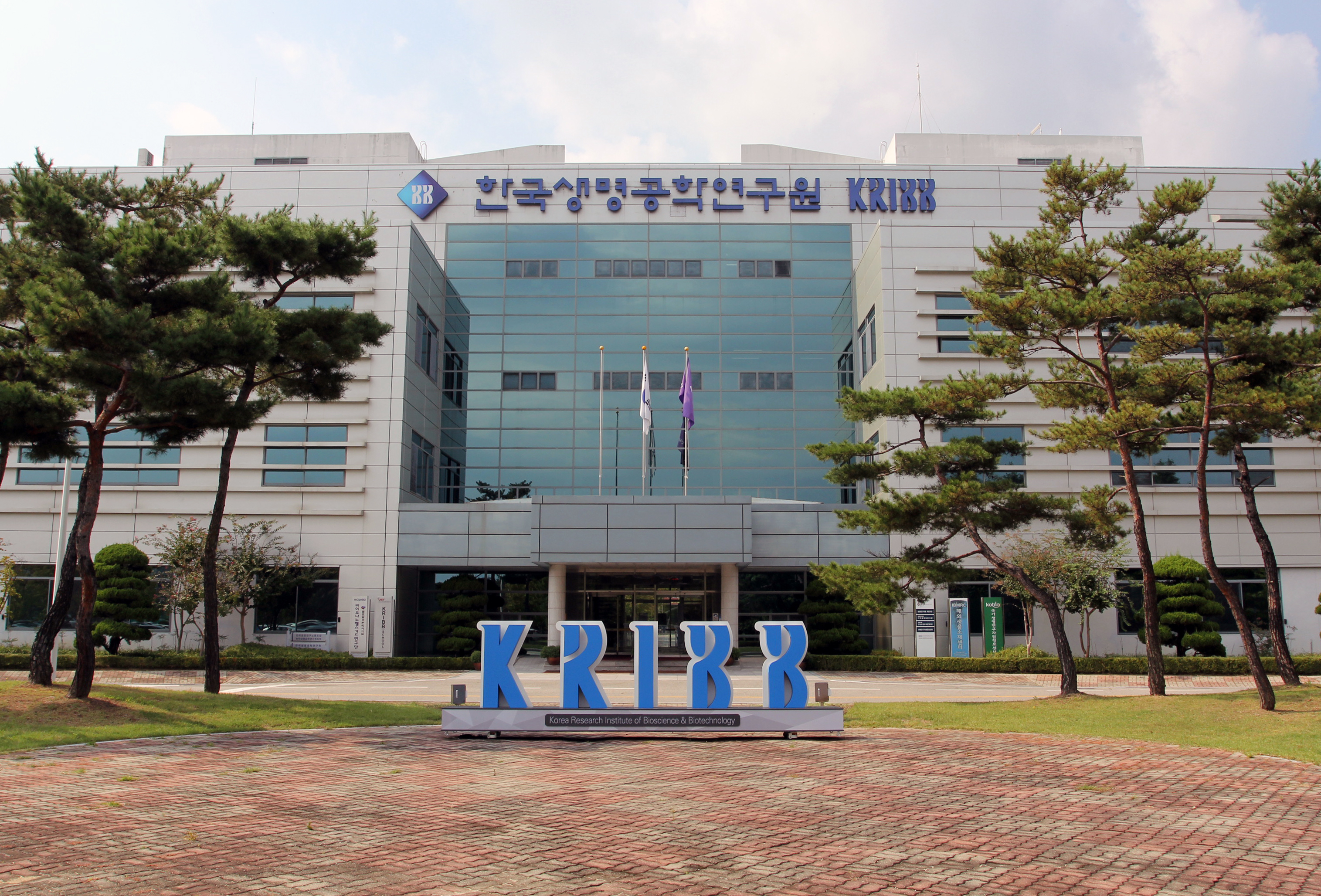
한국생명공학연구원

## 연혁
- 1985년 2월: 유전공학센터 설립
- 1990년 7월: 대덕연구단지내 신축청사로 이전
- 1995년 3월: 생명공학연구소로 명칭변경
- 1999년 5월: 기초기술연구회 소속 생명공학연구소로 독립법인화
- 2001년 1월: 한국생명공학연구원으로 명칭변경
- 2005년 9월: 오창분원(충북 오창) 설치 운영
- 2006년 11월: 전북분원(전북 정읍) 설치 운영

## 조직

### 한국생명공학연구원장
- 노화융합연구단
- 중대질환진단융합연구단
- 유전자 세포치료 전략연구단
- 국가바이오파운드리사업단

#### 부원장
- KRIBB School
- 국가생명연구자원정보센터
- 인공아체세포 기반 재생치료기술개발 사업단

##### 합성생물학연구소
- 합성생물학연구센터
- 바이오디자인교정연구센터
- 세포공장연구센터
- 연구지원실

##### AI바이오의약연구소
- 유전체맞춤의학연구센터
- 마이크로바이옴융합연구센터
- 바이오신약중개연구센터
- 면역치료제연구센터
- 희귀난치질환표적연구센터
- 대사제어연구센터
- 디지털바이오센터
- 연구지원실

##### 국가아젠다연구소
- 감염병연구센터
- 환경질환연구센터
- 생물방어연구센터
- 줄기세포융합연구센터
- 바이오나노연구센터
- 식물시스템공학연구센터
- 연구지원실

##### 바이오경제혁신사업본부
- 기술사업화센터
- 중소벤처기업지원센터
- 바이오상용화센터
- 바이오평가센터
- 공동장비분석센터

##### 연구전략본부
- 연구정책실
- 국가생명공학정책연구센터
- 바이오안전성정보센터
- 국가연구안전관리사업본부
- 첨단바이오 국가기술전략센터

##### 경영기획본부
- 경영기획실
- 예산운영실
- 사업지원실
- 지식정보실

##### 행정관리본부
- 인재개발실
- 구매자산실
- 총무회계실
- 시설운영실
- 안전보건실

##### 대외협력본부
- 글로벌협력실
- 홍보소통실
- 학연협력실

#### 오창분원
- 천연물연구센터
- 화학생물연구센터
- 핵산치료제연구센터
- 경영지원실

#### 국가바이오인프라사업부
- 실험동물자원센터
- 국가영장류센터
- 미래형동물자원센터
- 생물자원중앙은행센터
- 해외생물소재센터
- 국가전임상시험지원센터

- 정책지원실

#### 전북분원
- 기능성바이오소재연구센터
- 미생물기능연구센터
- 생물자원센터
- 영장류자원지원센터
- 경영지원실

## 같이 보기
- 국가과학기술연구회
- 과학기술연합대학원대학교